# Marion Raven
Marion Elise Ravn (Lørenskog, 25 de mayo de 1984), más conocida como Marion Raven, es una cantante, compositora y actriz noruega. Se dio a conocer siendo miembro del dúo musical M2M. Tras la separación de la banda en septiembre de 2002, la casa discográfica Atlantic Records le ofreció a Raven una oferta de 1 millón de dólares para grabar su primer disco solista, titulado Here I Am, editado el año 2005.

## Primeros pasos
Sus intereses artísticos comenzaron en su infancia. Marion solía jugar escribiendo y creando canciones. Esto llamó la atención de sus padres -Hallgeir Johan Ravn, profesor; y Reidum Agathe Medhus, asistente social-, quienes desde un principio sabían que su hija iba a ser una gran artista. A los ocho años, ya estaba aprendiendo a tocar el piano y a bailar, además de cantar en el coro de la iglesia. En 1993 comenzó a actuar en musicales, siendo la obra Sound of Music su debut. Posteriormente actuó en Bugsy Malone, El Mago de Oz y Los Miserables. El entusiasmo de su padre por su talentosa hija llevó a la iniciativa de introducirla en el mercado musical. Así, en 1995 Marion convenció a Marit Larsen, su amiga de infancia a grabar un demo y enviarlo al sello EMI, el cual quedó encantado por el talento de ambas. En 1996, es editado su primer disco titulado Marion y Marit Cantan Famosas Canciones Infantiles. Paralelo a esto, ese mismo año, Marion participó de una representación del famoso drama de Shakespeare, Otelo.

## Carrera solista
Después de su millonario contrato con Atlantic Records, Marion Raven trabajó con los compositores suecos Max Martin y Rami así como con los compositores canadienses Chantal Kreviazuk y Raine Maida. Ello dio como resultado un LP compuesto de catorce canciones en un estilo muy similar al de artistas como Michelle Branch o Megan McCauley. Con el primer sencillo titulado «End of Me» hecho en colaboración con Max Martin, el cual fue editado en marzo de 2005 seguido por «Break You» y «Here I Am», y como cuarto sencillo exclusivo para Asia «Little By Little».
La edición del álbum musical Here I Am fue un gran éxito de ventas especialmente en Asia y en los países escandinavos; sin embargo, no contaba con el favor de su compañía disquera, Atlantic Records, que no se sentía a gusto con el trabajo de la cantante y compositora noruega. Incluso, la compañía pospuso la edición del álbum en varios países, afectando enormemente las ventas. Estas diferencias hicieron que la noruega decidiera romper con Atlantic Récords debido a «diferencias artísticas».
Posteriormente, Raven firmó contrato con la compañía disquera independiente Eleven Seven Music con la cual graba su EP «Heads Will Roll». El primer sencillo que da el título a este trabajo fue compuesto en colaboración con James Michael y Nikki Sixx. El segundo trabajo contiene tres canciones inéditas: «Spit You Out», «Good 4 Sex» y «All I Wanna Do is You». El vídeo del sencillo «Heads Will Roll» causó cierta controversia debido a que en una de sus escenas la cantante posa semidesnuda entre mujeres desnudas lo cual obligó a una segunda edición del vídeo sin las escenas citadas para cadenas musicales como MTV y VH1.
Otros proyectos musicales de Raven incluyen la canción oficial de la serie francesa de caricaturas W.I.T.C.H ya que ella estuvo a cargo de la música y letra y al principio de la voz pero al final la interpretó otra cantante.
Raven escribió junto a Desmond Child la canción «October» que fue escrita especialmente para la banda sonora de la película de Hollywood Cut Off que, aunque solo fue lanzada para su venta en DVD, sí fue un logro importante para la carrera de Marion en los Estados Unidos.
A finales del año 2006, Raven trabaja con Desmond Child en la producción de su tercer trabajo titulado Set Me Free, el cual fue
editado en julio de 2007. Además de sus proyectos personales, Marion Raven grabó junto a Meat Loaf la canción «It's All Coming Back To Me Now», compuesto por Jim Steinman y que originalmente iba a editarse en el disco Bat out of Hell II del propio Meat Loaf, pero que finalmente fue sustituida por «I would do anything for love». «It's all coming back to me now» ha sido un éxito en Reino Unido y Estados Unidos. Anteriormente fue editada una versión por la cantante Céline Dion.

### Apariciones en bandas sonoras
- Marion Raven comenzó su carrera artística en la música en el dúo pop M2M, banda que interpreta el tema principal de la película Pokémon The First Movie: Mewtwo Strikes Back titulado «Don't Say You Love Me», y desde entonces ha participado en las bandas sonoras de algunas películas y series.
- En 2004, Marion escribió el tema principal de la serie francesa de dibujos animados W.I.T.C.H titulado «We Are W.I.T.C.H», inicialmente iba a ser ella quien interpretara el tema, pero finalmente fue reemplazada por otra cantante.
- Para el 2005 la cantautora escribió junto con el productor Desmond Child, una canción titulada «October» para la banda sonora de la película de Hollywood llamada Cut Off, también conocida como Taking Charge, que sería editada en 2006 pero que por causas desconocidas tuvo un lanzamiento directo a DVD a finales de 2008.
- Raven colaboró en 2006 con su canción «Heads Will Roll (EP)» en la banda sonora de la película Van Wilder 2: Rise of the Taj, esta canción la escribió con Nikki Sixx y James Michael, dicha canción se incluye en diferentes versiones en sus tres álbumes de estudio Here I Am (2005), Heads Will Roll (EP) (2006) y Set Me Free (2007).
- En 2009 se dio a conocer el videoclip de un minuto de duración de la canción «Heartless», que la cantante noruega escribiera para posiblemente formar parte de la banda sonora de la película Luna Nueva de la saga de películas de Crepúsculo, finalmente dicha canción no fue incluida en la película. «Heartless» también formaría parte de su tercer álbum como solista llamado Nevermore, el cual fue cancelado por diferencias artísticas y de tiempos por la compañía Eleven Seven Music a principios del 2011.

### Tracks como autora
- 2003 "Completely In Love" (coescrita con Marit Larsen para el cantante Noruego Tommy Michaelsen) - álbum 'So Completely In Love'
- 2004 "Disconnected" para la cantante y actriz estadounidense Lindsay Lohan - álbum 'Speak'
- 2005 "We are W.I.T.C.H" (De la serie de televisión W.I.T.C.H )
- 2005 "Pointless Relationship" (interpretada por la cantante australiana Tammin Sursok) - álbum 'Whatever Will Be'
- 2006 "October" (para la banda sonora de la película de Hollywood 'Cut Off')
- 2006 "That Day" (interpretada por la cantante Noruega María Arredondo) - álbum 'Not Going Under'
- 2009 "In Spite Of Me" (Covereada por el cantante sueco Erik Gronwall) - álbum 'Somewhere Between a Rock and a Hard Place'
- 2009 "Jack" (interpretada por la cantante inglesa Pixie Lott) - álbum 'Turn It Up'
- 2010 "It's Not Over" Grabada por la cantautora May K también conocida como May Kronfeld
- 2010 "Forgot His Name" (interpretada por la cantante noruega Tanita Kolsas)

## Discografía de Marion Raven

### Álbumes de estudio
| Título                                                                    | Detalles | Charts | Charts |
| Título                                                                    | Detalles | NOR    | JAP    |
| ------------------------------------------------------------------------- | --- | ------ | ------ |
| Here I Am                                                                 | - Lanzamiento: 6 de junio de 2005 - Compañía: Atlantic / Warner Music - Formato: CD, descarga digital | 6      | 1      |
| Heads Will Roll                                                           | - Lanzamiento: 31 de octubre de 2006 - Compañía: Eleven Seven - Formato: CD, descarga digital | —      | —      |
| Set Me Free                                                               | - Lanzamiento: 8 de junio de 2007 - Compañía: Eleven Seven en Europa y Estados Unidos - Compañía: Interscope Records en Canadá - Formato: CD, descarga digital                                                                          | —      | —      |
| Nevermore                                                                 | - Lanzamiento: Cancelado - Compañía: Eleven Seven - Formato: — | —      | —      |
| Songs from a Blackbird                                                    | - Lanzamiento: 5 de abril de 2013, en Noruega - Compañía: Sony Music Norway - Formato: CD, descarga digital, LP - Relanzamiento: 8 de agosto de 2014, mundialmente - Epic Records / Blackbird Music - Formato: CD, LP, descarga digital | 3      | —      |
| Scandal Vol. 1                                                            | - Lanzamiento: 22 de septiembre de 2014 (solo en Noruega) - Compañía: Sony Music Norway / RCA - Formato: CD, LP, descarga digital | 24     | —      |
| Scandal Vol. 2                                                            | - Lanzamiento: 2 de febrero de 2015 (solo en Noruega) - Compañía: Sony Music Norway / RCA - Formato: CD, LP, descarga digital | 26     | —      |
| Mellom Disse 4 Vegger                                                     | - Lanzamiento: octubre 11, 2019 - Compañía: Blackbird Music - Formato: LP, descarga digital | 3      | —      |
| "—" denota un álbum que no logró entrar a los charts de dicho territorio. | |        |        |

### Sencillos
| Año  | Sencillo                                                          | Posiciones | Posiciones | Álbum                                                           |
| Año  | Sencillo                                                          | NOR        | SWE        | Álbum                                                           |
| ---- | ----------------------------------------------------------------- | ---------- | ---------- | --------------------------------------------------------------- |
| 2005 | "End of Me"                                                       | —          | —          | Here I Am                                                       |
| 2005 | "Break You"                                                       | 9          | 51         | Here I Am                                                       |
| 2005 | "Here I Am"                                                       | 20         | —          | Here I Am                                                       |
| 2005 | "Little by Little"                                                | —          | —          | Here I Am                                                       |
| 2006 | "Heads Will Roll"                                                 | —          | —          | Heads Will Roll (EP)                                            |
| 2006 | "It's All Coming Back To Me Now" Meat Loaf featuring Marion Raven | —          | —          | Bat Out of Hell III: The Monster Is Loose                       |
| 2007 | "Falling Away"                                                    | —          | —          | Set Me Free                                                     |
| 2007 | "Break You" (reedición)                                           | —          | —          | Set Me Free                                                     |
| 2010 | "Flesh and Bone"                                                  | —          | —          | Nevermore                                                       |
| 2010 | "Found Someone"                                                   | 4          | —          | Nevermore                                                       |
| 2012 | "Colors Turn to Grey"                                             | —          | —          | Songs from a Blackbird (versión noruega)                        |
| 2013 | "The Minute"                                                      | —          | —          | Scandal Vol. 1 / Songs from a Blackbird (versión internacional) |
| 2013 | "Driving"                                                         | —          | —          | Songs from a Blackbird (versión noruega)                        |
| 2014 | "In Dreams"                                                       | —          | —          | Scandal Vol. 1 / Songs from a Blackbird (versión internacional) |
| 2014 | "You'll Get Up Again"                                             | —          | —          | Scandal Vol. 1                                                  |
| 2015 | "Better Than This"                                                | —          | —          | Scandal Vol. 2 / Songs from a Blackbird (versión internacional) |
| 2015 | "Kicks In"                                                        | —          | —          | Scandal Vol. 2                                                  |
| 2019 | "Tyv"                                                             | —          | —          | Mellom Disse 4 Vegger                                           |
| 2019 | "Fritt Fall"                                                      | —          | —          | Mellom Disse 4 Vegger                                           |
| 2019 | "Ikke Deg" con Magnus Gronneberg                                  | —          | —          | Mellom Disse 4 Vegger                                           |
| 2020 | "Englene På Grand"                                                | —          | —          | Non-album track                                                 |
| 2021 | "Ti Ville Hester"                                                 | —          | —          | Ti Ville Hester                                                 |
| 2021 | "Hold Meg I Hånda"                                                | —          | —          | Ti Ville Hester                                                 |
| 2022 | "Ser Du" Humle / Marion Ravn                                      | —          | —          | Døgnvill                                                        |
| 2022 | "En Vanlig Dag" Marion Ravn                                       | —          | —          | Ti Ville Hester                                                 |

## Videos musicales

### Como artista principal
| Año  | Título                | Director(es)          | Álbum                                                         |
| ---- | --------------------- | --------------------- | ------------------------------------------------------------- |
| 2005 | "End of Me"           | TK Hwang              | Here I Am                                                     |
| 2005 | "Break You"           | Brett Simon           | Here I Am                                                     |
| 2005 | "Here I Am"           | Brett Simon           | Here I Am                                                     |
| 2006 | "Heads Will Roll"     | Charles Jensen        | Heads Will Roll (EP)                                          |
| 2007 | "Falling Away"        | Matt Ornstein         | Set Me Free                                                   |
| 2013 | "Colors Turn to Grey" | Marie Kristiansen     | Songs from a Blackbird (Norwegian Release)                    |
| 2014 | "The Minute"          | Bernd Katzmarczyk     | Songs from a Blackbird (International Release)                |
| 2014 | "In Dreams"           | Bernd Katzmarczyk     | Scandal Vol. 1 Songs from a Blackbird (International Release) |
| 2015 | "Better Than This"    | Bjørn Opsahl          | Scandal Vol. 2 Songs from a Blackbird (International Release) |
| 2015 | "Kicks In"            | Daniel André Antonsen | Scandal Vol. 2                                                |
| 2019 | "Fritt Fall"          | Andrè Løyning         | Mellom Disse 4 Vegger                                         |
| 2019 | "Ikke Deg"            | Andrè Løyning         | Mellom Disse 4 Vegger                                         |

### Sesiones en vivo
| Año  | Título                                              | Director(es)          | Álbum                                                                          |
| ---- | --------------------------------------------------- | --------------------- | ------------------------------------------------------------------------------ |
| 2013 | "The Minute" (Live Video)                           | Denis Productions     | Songs from a Blackbird (Norwegian Release)                                     |
| 2013 | "Rest Your Head" (Live video) (featuring Thom Hell) | Denis Productions     | Songs from a Blackbird (Norwegian Release)                                     |
| 2013 | "Start Over" (Live Video)                           | Denis Productions     | Songs from a Blackbird (Norwegian Release)                                     |
| 2015 | "When You Come Around" (Live Sessions)              | Daniel André Antonsen | Songs from a Blackbird (International Release) Scandal Vol. 1 / Scandal Vol. 2 |
| 2015 | "Better Than This" (Live Sessions)                  | Daniel André Antonsen | Songs from a Blackbird (International Release) Scandal Vol. 1 / Scandal Vol. 2 |
| 2015 | "Habits" (Live Sessions) (Tove Lo Cover)            | Daniel André Antonsen | Songs from a Blackbird (International Release) Scandal Vol. 1 / Scandal Vol. 2 |
| 2015 | "You'll Get Up Again" (Live Sessions)               | Daniel André Antonsen | Songs from a Blackbird (International Release) Scandal Vol. 1 / Scandal Vol. 2 |

### Otras apariciones
| Año  | Sencillo                                                            | Posición | Posición | Posición | Posición | Posición | Álbum                                     | Rol                |
| Año  | Sencillo                                                            | NOR      | AUT      | NED      | SWE      | SWI      | Álbum                                     | Rol                |
| ---- | ------------------------------------------------------------------- | -------- | -------- | -------- | -------- | -------- | ----------------------------------------- | ------------------ |
| 2006 | "It's All Coming Back to Me Now" (Meat Loaf featuring Marion Raven) | 1        | 17       | 15       | -        | 21       | Bat Out of Hell III: The Monster Is Loose | Artista invitada   |
| 2008 | "Saints of Los Angeles" (Motley Crue)                               | -        | -        | -        | -        | -        | Saints of Los Angeles                     | Cameo (Dark Angel) |

## Cine y televisión

### Tangled (2010)
- En 2010 Raven es seleccionada para realizar el doblaje de la voz en Noruega de  Rapunzel para la película de Disney  'To Pa Rømmen o en inglés, Tangled', la película es conocida en España y Latinoamérica como 'Enredados'. El doblaje se realizó alternado a los últimos ajustes de lo que sería su segundo álbum de estudio llamado  Nevermore, el cual nunca salió a la venta por diversos problemas internos en su sello discográfico, Eleven Seven Music.

### Hver Gang Vi Møtes (2013)
En su segunda temporada, el exitoso programa Hver Gang Vi Møtes reunió a grandes personalidades de la música noruega entre los que se encontraban Lene Marlin, Kurt Nilseny por supuesto Marion Raven, quien interpretó las siguientes canciones a manera de homenaje a las reconocidas trayectorias de sus compañeros en el show:
- "Casanova" (Originalmente grabada por Anita Skorgan) 05/01/2013
- "Bullet Me" (Originalmente grabada por Morten Abel) 12/01/2013
- "Unforgivable Sinner" (Originalmente grabada por Lene Marlin) 19/01/3013
- "Never Easy" (Originalmente grabada por Kurt Nilsen) 26/01/2013
- "Når Du Sover" (Originalmente grabada por Magnus Gronneberg) 02/02/2013
- "Marion Raven's Day at Hver Gang Vi Møtes" 09/02/2013
- "Nerven I Min Sang" (Originalmente grabada por Ole Paus) 16/02/2013
- "Syndere I Sommersol" (Marion Ravn & Magnus Grønneberg) 22/02/2013
- "Where I'm Headed" (Lene Marlin & Marion Ravn) 22/02/2013

La larga trayectoria de Marion Raven también fue reconocida dentro del show, sus compañeros interpretaron algunas de sus mejores canciones como solista y como parte del extinto dúo M2M.
- "Found Someone" interpretada por Lene Marlin
- "For You I'll Die" interpretada por Anita Skorgan
- "Here I Am" interpretada por Magnus Gronneberg
- "Don't Say you Love Me" interpretada por Ole Paus
- "Girl In your Dreams" interpretada por Morten Abel
- "Everything" interpretada por Kurt Nilsen

### Ta Meg Med (2014)
- Ta Meg Med en Español Llévame Contigo es una película Noruega de corte musical/romántica, protagonizada por Frank Kjosås, Marion Raven, Magnus Grønneberg, Haddy N'jie & Kjersti Elvik. La película está basada en la música de Halvdan Sivertsen y Jan Eggum, reconocidos músicos noruegos de folk. Fue estrenada en cines noruegos el 7 de marzo de 2014, y fue puesta a la venta poco después en formatos DVD y Blu Ray, y en iTunes.

Raven también participa en a banda sonora de la película con 3 canciones como solista y 3 más acompañada del resto del elenco de la película, la banda sonora salió a la venta el 7 de marzo en formato digital a través de ITunes exclusivamente en Noruega.
- 01. "Heksedans" - Marion Ravn, Haddy N'jie & Magnus Grønneberg

- 06. "Ryktet Forteller" - Marion Ravn

- 10. "Tre Er En For Mye" - Marion Ravn

- 15. "Ta Meg Med" - Marion Ravn

- 17. "Sangen Om I Morra" - Marion Ravn & Haddy N´jie

- 20. "Mang Slags Kjærlighet" - Marion Ravn, Magnus Grønneberg, Haddy N'jie & Frank Kjosås.

### NRK Sutdio1
El 5 de marzo de 2014 Raven participó en la tercera temporada de NRK Studio1, una serie de conciertos especiales producidos y televisados por la NRK, en la que el artista invitado presenta algunas de las mejores canciones de su carrera, cada canción es acompañada de un segmento de entrevista. Raven interpretó algunos temas propios así como sus propias versiones en solitario de "It's All Coming Back To Me Now" que interpretara en 2006 con Meat Loaf, y de "Everything, tema que hiciera famoso junto a Marit Larsen en 2002 como  M2M, estos son los temas interpretados durante el especial televisado:
1. Driving
2. Here I Am
3. It's All Coming Back To Me Now
4. The Minute
5. Everything
6. Break You (no televisado)

### Trolls
En 2016, Marion obtiene el papel de la voz en noruego de Poppy (originalmente interpretado por Anna Kendrick) para realizar el doblaje en noruego de la película animada de DreamWorks Animation, Trolls. Para esta película, Marion vuelve a hacer mancuerna con Atle Pettersen, con quien trabajara para la película de Disney, To På Rømmen (Enredados) en 2010.

### Los Miserables y nueva película
En 2017, Marion obtiene el papel de Eponine en la versión noruega del aclamado musical de Victor Hugo Los Miserables, el cual ha logrado llenos totales en sus hasta ahora 50 funciones en Oslo. También obtiene un pequeño papel en una nueva comedia noruega de humor ácido llamada Kurt Josef Wagle, en la cual interpreta a la estrella musical de un barco, la cual es asesinada durante un sospechoso apagón en su presentación, la película es codirigida por el noruego Tommy Wirkola.

## Raven firma con Sony Music
Después del éxito en Noruega de su álbum Songs from a Blackbird, Marion comparte el 21 de enero de 2014 a través de sus redes sociales que ha firmado un contrato con Sony Music Noruega y RCA para la distribución y promoción de sus futuros álbumes dentro de Noruega y el resto de Escandinavia, dos álbumes han sido editados desde entonces en aquel territorio, "Scandal Vol. 1" en 2014, y su secuela "Scandal Vol. 2" en 2015.
Posteriormente, el 12 de junio, Raven sorprendió a sus seguidores anunciándoles que ha firmado un contrato de distribución con EPIC Records para el lanzamiento internacional de su álbum del 2013 Songs from a Blackbird, el cual estaría disponible en todo el mundo con un  diferente a partir del 8 de agosto de 2014 a través de iTunes y otras plataformas digitales y en CD en Alemania, Suiza y Austria.

### Otros proyectos
Actualmente Marion Raven estelaríza junto a Lene Marlin, Anita Skorgan, Magnus Gronneberg, Morten Abel, Kurt Nilsen y Ole Paus, la segunda temporada de Hver gang vi møtes el reality show más visto en Noruega, se trata de un reality show-documental musical en el que amigos músicos se reúnen para cenar y rendir tributo a alguno de los miembros del equipo cantando algunas de sus canciones más emblemáticas, el show fue estrenado en Noruega a través de TV2 el día 5 de enero en el horario estelar del canal.
Antes de que su nueva producción discográfica llamada Nevermore sea lanzada en Noruega y el mundo, Marion Raven se tomó el tiempo e hizo la voz para Noruega de la nueva princesa de Disney Rapunzell , esto para la recientemente lanzada película de los estudios Disney llamada Tangled o en español Enredados, se pueden ver algunos vídeos en Youtube.

### Found Someone Premier
- Después de la presentación del sencillo en X Factor, este causó tanto furor entre los fanáticos y asistentes al show que la canción debutó en el número 5 en ITunes Noruega y se mantuvo durante 4 semanas en el número 4, y sus seguidores le piden a Marion que presente el sencillo en más partes del mundo, por medio de las redes sociales más importantes como Facebook y Twitter.

### 2012 "Colors Turn to Grey"
Ahora en 2012 Raven se encuentra más lista que nunca para lanzar su nueva producción discográfica la cual no seguirá llamándose 'Nevermore', por lo pronto ya se ha lanzado un nuevo sencillo llamado 'Colors Turn to Grey' el cual salió a la venta en Noruega el 9 de marzo a través de diversas tiendas digitales de música como iTunes, Wimp, Platekompaniet y más, también el sencillo fue lanzado en varios países más de Europa e incluso en la gran mayoría de países latinoamericanos como México, Argentina, Chile, Brasil y Colombia entre otros, aunque el lanzamiento tardo al menos una semana más que en Europa, lamentablemente 'Colors Turn To Grey' no ha podido editarse en Asia, África, Australia y Estados Unidos.
Ya se puede disfrutar del nuevo vídeo de esta canción en el canal oficial de la cantante en Youtube.

## Giras
| Year                        | Tour                           | Artista                         | Territorio    | Rol                                  |
| --------------------------- | ------------------------------ | ------------------------------- | ------------- | ------------------------------------ |
| 2005                        | Here I Am (Promo Tour)         | Japón, Noruega, Sudeste de Asia | Marion Raven  | Principal                            |
| 2007                        | Seize The Night Tour           | Canadá, EUA, Europa             | Meat Loaf     | Acto de apertura / Invitada especial |
| julio de 2007               | School-based Acoustic UK. Tour | Reino Unido                     | Marion Raven  | Principal                            |
| julio–agosto de 2007        | I'm Not Dead Tour              | Alemania                        | Pink          | Acto de apertura                     |
| noviembre–diciembre de 2011 | Christmas Tour                 | Noruega                         | Kurt Nilsen   | Acto de apertura / Invitada especial |
| octubre de 2013             | Marion Ravn Turné              | Noruega                         | Marion Ravn   | Principal                            |
| febrero-marzo de 2015       | All the Hits All Night Long    | Europa                          | Lionel Richie | Acto de apertura                     |
| febrero-abril de 2015       | Scandal Tour                   | Noruega                         | Marion Ravn   | Principal                            |
| febrero-marzo de 2018       | Akustisk Turné                 | Noruega                         | Marion Ravn   | Principal                            |

- Raven se presentó en 2005 a la ceremonia de premiación de lo Nordic Music Awards (2005) donde además de estar nominada también se presentó en vivo interpretando "Here i Am"  siendo ovacionada al igual que la colombiana Shakira quien interpretó "Don't Bother".

- A principios de julio de 2007, Raven se embarcó en Reino Unido en un Tour acústico que se realiza en las escuelas en todo el Reino Unido, incluidas las escuelas en Mánchester y Newcastle.

- A mediados de agosto de 2007, Raven realizó el dúo, It's All Coming Back To Me Now, junto al ídolo noruego, Kurt Nilsen, en el show noruego "One Call event". [10]

- El 5 de septiembre de 2007, Raven realizó su primer show con su propia banda de apoyo en el espectáculo "Rockpalast" situado en Underground en Colonia, Alemania. Un programa salió al aire por televisión en canales de televisión alemanes poco después acerca del especial de aproximadamente 2 horas.

- El 17 de noviembre de 2007, Raven cantó el himno nacional de EE. UU. en el juego de la NBA de Nuggets contra Knicks en Denver, Colorado, EE. UU..

- El 1 de diciembre de 2007, Raven realizó un dueto adaptación de Madonna , "Like A Prayer" con 2006 ganador de Idol Noruega, Aleksander Denstand With, en el especial noruego "Ídol gives back" dedicado a "Plan", con el objetivo de animar a la gente a patrocinar a un niño. Raven reveló en su MySpace oficial que patrocinará a un niño ella misma.

- En fechas recientes, Raven ha hecho algunas presentaciones en vivo de su sencillo The Minute así como de otras canciones como 'Never Leave Me' y 'Driving', esto en múltiples escenarios como God Morgen Norge (Buenos días Noruega), Senkveld (Tarde por la noche) y Idol Gir Tilbake (Idol Gives Back).